# Igreja Católica no Reino Unido
A Igreja Católica no Reino Unido faz parte da Igreja Católica universal, sob a direção espiritual do Papa e da Cúria, em Roma. Embora não haja uma jurisdição eclesiástica correspondente à toda união política do Reino Unido, este artigo refere-se à representação geográfica da Igreja Católica de toda a Grã-Bretanha e Irlanda do Norte.
Para ver informações dos países componentes do Reino Unidos separadamente, consulte seus artigos:
- Para a Inglaterra e o País de Gales: Catolicismo na Inglaterra e País de Gales e Reforma Inglesa
- Para a Escócia: Catolicismo na Escócia e Reforma Escocesa
- Para a Irlanda do Norte (que está sob jurisdição da Irlanda): Catolicismo na Irlanda e Reforma Protestante na Irlanda

## História

### Pré-Reforma e Reforma Protestante

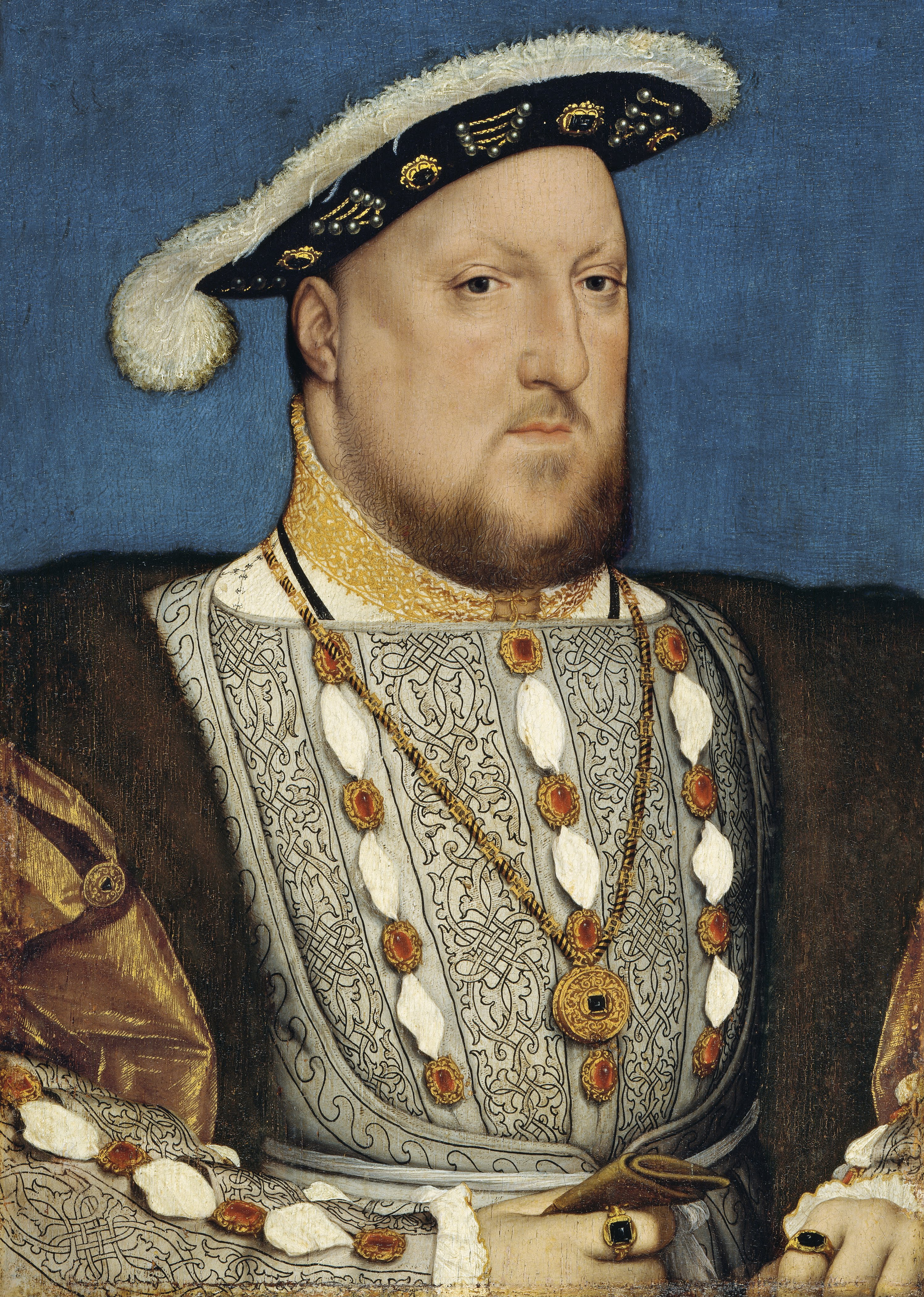
Henrique VIII, criador do anglicanismo.

Até a chegada da Reforma, a Inglaterra, assim como o restante da Europa Ocidental era católica. Porém, diferentemente do restante da Europa, onde a Reforma Protestante foi motivada por motivos religiosos, como discordâncias da Igreja, na Inglaterra a Reforma Protestante teve razões puramente políticas, iniciada pelo próprio rei, Henrique VIII, da dinastia Tudor.
O atrito com a Igreja Católica foi motivado porque Henrique VIII pediu o divórcio de Catarina de Aragão, sua esposa de origem espanhola, para se casar com outra. Henrique dava como motivo para isso que a esposa não havia lhe dado um filho homem para suceder-lhe no trono. Decidido a casar-se com sua amante, a cortesã Ana Bolena, o rei enviou ao Papa Clemente VI uma carta de solicitação do divórcio, que obviamente não foi aceito pela Igreja Católica, gerando grande insatisfação real. Aproveitando-se do impasse, Henrique VIII rompeu com o catolicismo, declarando seu divórcio da rainha através de um tribunal nacional, em 1533. Um ano depois, foi excomungado por Clemente VI. Henrique VIII, através do Ato de Supremacia, declarou-se o novo chefe supremo da Igreja da Inglaterra, também conhecida por Igreja Anglicana. Os ingleses foram obrigado a se submeter ao rei e não mais ao papa, para evitarem perseguições da justiça ou serem excomungados. A resistência a tais mudanças foi mínima, com destaque para São Thomas More, autor do livro Utopia, que recusou a converter-se e foi executado. Todos os bens e as propriedades da Igreja foram confiscados, e passaram para as mãos do soberano, principalmente os mosteiros, vendidos aos nobres, comerciantes e fazendeiros. Tais medidas agradaram aos gentry, membros da pequena nobreza ligados ao comércio e às atividades econômicas do capitalismo.
A maior ironia das extravagâncias de Henrique VIII é que ele não conseguiu ter um filho homem com Ana Bolena. A filha do casal, Elizabeth, tornou-se rainha anos depois. Ana Bolena foi acusada de traição extraconjugal, condenada e decapitada em 1536. O rei se casou ainda outras quatro vezes, sendo que apenas no terceiro casamento conseguiu ter um filho homem, Eduardo, que o sucedeu. Seu quinto casamento terminou da mesma forma que o de Ana Bolena, já que sua esposa Catarina Howard também foi decapitada por ter tido casos extraconjugais.
O anglicanismo na Inglaterra pôde realmente se consolidar no reinado de Elizabeth I (1558-1603), depois de sua irmã Maria Tudor tentar restaurar o catolicismo no reino. No início a nova igreja não era muito diferente da Católica, já que a maior parte do clero católico manteve sua posição nela. Entretanto, com o tempo os anglicanos foram se aproximando dos ideais da Reforma Protestante, especialmente do calvinismo.

### Anticatolicismo
A começar com a bula papal Regnam in Excelsis, de Pio V, de 1570, e que durou até 1766, o Papa não reconhecia a legitimidade da Monarquia Inglesa, e clamou por sua deposição. Na época da criação do Reino da Grã-Bretanha, em 1707, os católicos sofriam muitas discriminações na Inglaterra e na Escócia em muitas maneiras: em todos os reinos das Ilhas Britânicas, eles eram excluídos de votações, de concorrer à assentos do Parlamento e de profissões aprendidas. Essas leis discriminatórias perduraram após o Ato de União de 1800, o qual criou o Reino Unido da Grã-Bretanha e Irlanda em 1801. Naquela época a Emancipação Católica estava reunindo apoio, mas ainda não era uma realidade, particularmente na Irlanda, onde o domínio protestante ainda estava em pleno vigor.
O Tratado de União de 1707, tal como o Decreto de Estabelecimento de 1701 ditava que nenhum "papista" poderia suceder ao trono. As restrições aos direitos civis dos católicos só começaram a mudar após a passagem dos Atos Papistas de 1778, que os permitiram a possuir propriedade privada, herdar terras e servir o Exército Britânico, embora até mesmo essa medida tenha resultado na reação dos Distúrbios de Gordon de 1780, mostrando a profundidade do contínuo sentimento anticatólico no país.

### Emancipação
Depois de 1790, um novo ânimo surgiu quando milhares de católicos fugiram da violenta Revolução Francesa e a Grã-Bretanha se aliou às Guerras Napoleônicas, junto de Portugal, Espanha e a Santa Sé. Em 1829 o clima político já havia se abrandado o suficente para o Parlamento aprovar o Ato de Ajuda Católica de 1829, dando aos católicos direitos civis quase iguais aos outros cidadãos, incluindo votações e trabalhar em repartições públicas.
A Igreja Católica Inglesa possuía três grupos. Na Inglaterra havia cerca de 50.000 pessoas em famílias católicas tradicionais ("recusantes"). Elas geralmente tinham um baixo perfil. Os padres geralmente vinham do Colégio Santo Edmundo, um seminário fundado em 1793 por refugiados ingleses da Revolução Francesa. As principais diferenças foram superadas pelo Ato de Emancipação Católica de 1829. Em 1850 o Papa restaurou a hierarquia católica, devolvendo à Inglaterra seus bispos. Em 1869 um novo seminário foi aberto.
O segundo grande grupo era composto de imigrantes irlandeses muito pobres que escapavam da Grande Fome Irlandesa. Seus números subiram de 224.000 em 1841, para 419.000 em 1851, concentrados em portos e distritos industriais, bem como em distritos industriais na Escócia. O terceiro grupo incluiu convertidos conhecidos da Igreja da Inglaterra, mais notavelmente os intelectuais São John Henry Newman e Edward Manning. Manning tornou-se o segundo arcebispo de Westminster. O próximo líder mais proeminente foi Herbert Vaughan, que sucedeu Manning como arcebispo de Westminster em 1892 e foi elevado ao cardinalato em 1893.
Manning estava entre os mais fortes apoiadores do Papa, e especialmente da doutrina da infalibilidade papal. Em contraste, o Cardeal Newman reconheceu essa doutrina, mas achou que não seria prudente defini-la formalmente na época. Manning promoveu uma visão católica moderna de justiça social. Estas visões são refletidas na encíclica papal Rerum novarum, publicada pelo Papa Leão XIII. Foi a base do ensino moderno da justiça social católica. Escolas paroquiais católicas, subsidiadas pelo governo, foram instaladas em áreas urbanas para servir em grande parte os irlandeses. Manning falou em favor dos operários católicos irlandeses e ajudou a resolver a greve de docas de Londres em 1889. Ele foi aclamado pela construção de uma nova catedral em Westminster, e por encorajar o crescimento de congregações religiosas, amplamente preenchidas pelos irlandeses.

### Conversões
Um número significativo de pessoas tem se convertido ao catolicismo, incluindo Edmund Campion, Margaret Clitherow, Carlos II, John Henry Newman, Henry Edward Manning, Monsignor Robert Hugh Benson, Augustus Pugin, Evelyn Waugh, Muriel Spark, Gerard Manley Hopkins, Siegfried Sassoon, G. K. Chesterton, Ronald Knox, Graham Greene, Malcolm Muggeridge, Duquesa Catarina, Kenneth Clark and Joseph Pearce. Membros da Família Real , como a Duquesa de Kent e o ex-pimeiro-ministro Tony Blair também se converteram à Igreja Católica. No caso de Blair, isso ocorreu em 2007, após ele deixar o cargo.
Desde o estabelecimento do Ordinariato Pessoal Nossa Senhora de Walsingham, mais de 3000 anglicanos deixaram sua igreja para abraçar a fé católica.

## Organização territorial
Há 38 circunscrições e 3.104 paróquias pelo país.

### Rito latino

#### Inglaterra e Gales
- Arquidiocese de Birmingham
  - Diocese de Clifton
  - Diocese de Shrewsbury

- Arquidiocese de Cardiff
  - Diocese de Menevia
  - Diocese de Wrexham

- Arquidiocese de Liverpool (abrange também a Ilha de Man)
  - Diocese de Hallam
  - Diocese de Hexham e Newcastle
  - Diocese de Lancaster
  - Diocese de Leeds
  - Diocese de Middlesbrough
  - Diocese de Salford

- Arquidiocese de Southwark
  - Diocese de Arundel e Brighton
  - Diocese de Plymouth
  - Diocese de Portsmouth (abrange também as Ilhas do Canal)

- Arquidiocese de Westminster
  - Diocese de Brentwood
  - Diocese de East Anglia
  - Diocese de Northampton
  - Diocese de Nottingham

#### Escócia
- Arquidiocese de Santo André e Edimburgo
  - Diocese de Aberdeen
  - Diocese de Argyll e das Ilhas
  - Diocese de Dunkeld
  - Diocese de Galloway

- Arquidiocese de Glasgow
  - Diocese de Motherwell
  - Diocese de Paisley

#### Irlanda do Norte
A Igreja Católica na Irlanda do Norte não segue a divisão política do Reino Unido, e o país está eclesiasticamente unido à Irlanda.

#### Outras jurisdições
- Ordinariato militar da Grã-Bretanha
- Ordinariato Pessoal Nossa Senhora de Walsingham

#### Território Britânicos Ultramarinos
Nos Territórios Britânicos Ultramarinos a Igreja está presente, porém não ligada à Conferência Episcopal do Reino Unido:
- Diocese de Gibraltar[16]
- Diocese de Hamilton nas Bermudas[17]
- Prefeitura Apostólica das Ilhas Malvinas[16]
- Missão sui iuris das Ilhas Caimã[17]
- Missão sui iuris de Santa Helena, Ascensão e Tristão da Cunha[16]
- Missão sui iuris de Turks e Caicos[17]
- Montserrat, Anguila e as Ilhas Virgens Britânicas pertencem à Diocese de Saint John's-Basseterre.[18]
- As Ilhas Pitcairn pertencem à Arquidiocese de Papeete.[19]

### Rito oriental
- Eparquia da Sagrada Família de Londres (Igreja Ucraniana)
- Eparquia da Grã-Bretanha (Igreja Siro-Malabar)

## Estatísticas

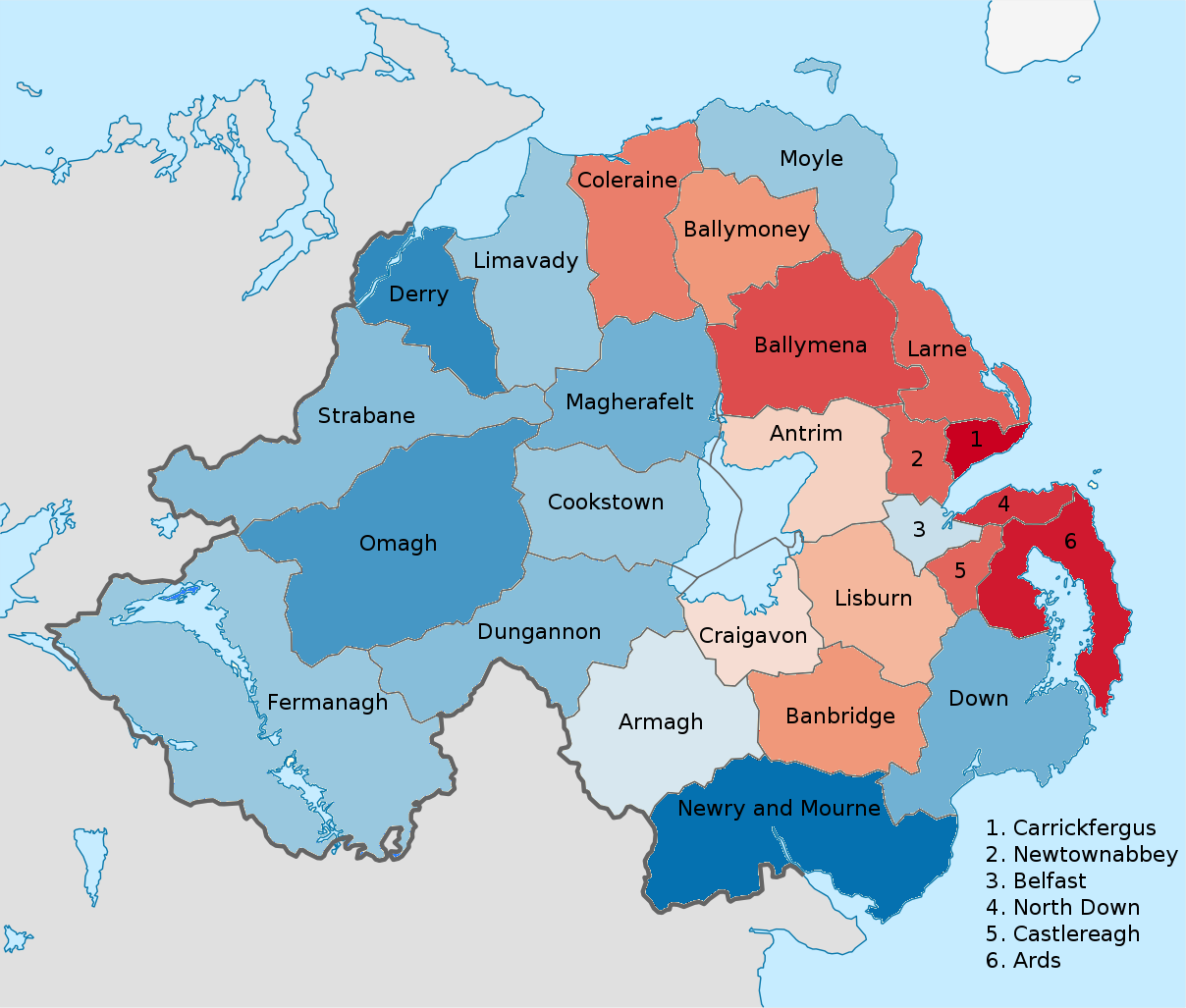
Distritos da Irlanda do Norte por religião predominante no Censo de 2011. A cor azul representa maioria católica, e a vermelha maioria protestante.

Em 2011, havia no total cerca de 5,7 milhões de católicos no Reino Unido: 4.155.100 na Inglaterra e no País de Gales (7,4% da população), 841.053 na Escócia (15,9% da população), e 738.033 na Irlanda do Norte (40,76% da população).
Em grande parte da Irlanda do Norte, o catolicismo é a religião predominante. Também em algumas poucas áreas escocesas os católicos ultrapassam outras religiões, inclusive na mais populosa do país: a Igreja Católica tem mais adeptos que a Igreja da Escócia em Glasgow (27% versus 23%). Outras áreas em que os católicos ultrapassam a Igreja da Escócia são: North Lanarkshire, Inverclyde, e West Dunbartonshire, segundo o Censo escocês de 2011.

## Nunciatura Apostólica
O atual núncio apostólico do Reino Unido é Edward Joseph Adams, desde 8 de abril de 2017.

## Conferência Episcopal
Os países do Reino Unido formam diferentes conferências episcopais: a Conferência Episcopal da Inglaterra e País de Gales e Conferência Episcopal da Escócia. Como já mencionado antes, a Irlanda do Norte está inclusa na Conferência dos Bispos Católicos Irlandeses, junta à República da Irlanda.